# Bruinboegtroepiaal
De bruinboegtroepiaal (Agelaius humeralis) is een zangvogel uit de familie Icteridae (troepialen).

## Verspreiding en leefgebied
Deze soort telt 2 ondersoorten:
- A. h. humeralis: Cuba en noordwestelijk Haïti.
- A. h. scopulus: Cayo Cantiles (oostelijk van Isla de la Juventud nabij zuidwestelijk Cuba).